# TP d'Or a la millor presentadora
El Premi TP d'Or a la millor presentadora és un guardó de televisió que es va lliurar a Espanya anualment entre 1972 i 2003. En 2004 els guardons a la presentació van ser comunes per a tots dos sexes, però distingint tres categories: Informatius, Magazines i Entreteniment. Fins a l'última edició dels premis, en 2011, el premi a la millor presentació d'informatius va ser comú per a home i dona, mentre que en el cas de programes d'entreteniment sí es va distingir en les edicions de 2005, 2006 i 2008. Les nominacions van aparèixer en 1990. Fins a aquesta data la publicació informava sobre les candidatures que havien aconseguit la segona i tercera posició en la votació popular.

## Llistat
| Any      | Persona                 | Programa                           | Resultat        |
| -------- | ----------------------- | ---------------------------------- | --------------- |
| 2011*    | Ana Rosa Quintana       | El programa de Ana Rosa            | Nominada        |
| 2011**   | Ana Blanco              | Telediario                         | Nominada        |
| 2011**   | Ana Pastor              | Los desayunos de TVE               | Nominada        |
| 2010*    | Ana Rosa Quintana       | El programa de Ana Rosa            | Guanyadora      |
| 2010**   | Ana Blanco              | Telediario                         | Nominada        |
| 2010**   | Sara Carbonero          | Informativos Telecinco             | Nominada        |
| 2009*    | Ana Rosa Quintana       | El programa de Ana Rosa            | Guanyadora      |
| 2009**   | Ana Blanco              | Telediario                         | Nominada        |
| 2008*    | Patricia Conde          | Sé lo que hicisteis...             | Guanyadora      |
| 2008*    | Mercedes Milá           | Gran Hermano i Diario de...        | Nominada        |
| 2008*    | Susanna Griso           | Espejo Público                     | Nominada        |
| 2008**   | Ana Blanco              | Telediario                         | Guanyadora      |
| 2008**   | Mamen Mendizábal        | La Sexta Noticias                  | Nominada        |
| 2008**   | Lourdes Maldonado       | Antena 3 Noticias                  | Nominada        |
| 2007*    | Patricia Conde          | Sé lo que hicisteis...             | Nominada        |
| 2006*    | Ana Rosa Quintana       | El programa de Ana Rosa            | Guanyadora      |
| 2006*    | Eva Hache               | Noche Hache                        | Nominada        |
| 2006*    | Patricia Conde          | Sé lo que hicisteis...             | Nominada        |
| 2006**   | Mamen Mendizábal        | La Sexta Noticias                  | Nominada        |
| 2005***  | Ana Rosa Quintana       | El programa de Ana Rosa            | Guanyadora      |
| 2005***  | Eva Hache               | Noche Hache                        | Nominada        |
| 2005***  | Anne Igartiburu         | ¡Mira quién baila! i Corazón de... | Nominada        |
| 2004**** | María Teresa Campos     | Cada día                           | Guanyadora      |
| 2004**** | Emma García             | A tu lado                          | Nominada        |
| 2004**** | Julia Otero             | Las Cerezas                        | Nominada        |
| 2004***  | Lorena Berdún           | Dos Rombos                         | Nominada        |
| 2004**   | Àngels Barceló          | Informativos Telecinco             | Nominada        |
| 2003     | Emma García             | A tu lado                          | Guanyadora      |
| 2003     | Ana Rosa Quintana       | Sabor a ti                         | Nominada        |
| 2003     | Silvia Jato             | Pasapalabra                        | Nominada        |
| 2003**   | Susanna Griso           | Antena 3 Noticias                  | Nominada        |
| 2003**   | Àngels Barceló          | Informativos Telecinco             | Nominada        |
| 2002     | Emma García             | A tu lado                          | Guanyadora      |
| 2002     | Ana Rosa Quintana       | Sabor a ti                         | Nominada        |
| 2002     | Silvia Jato             | Pasapalabra                        | Nominada        |
| 2001     | Ana Rosa Quintana       | Sabor a ti                         | Guanyadora      |
| 2001     | María Teresa Campos     | Día a día                          | Nominada        |
| 2001     | Silvia Jato             | Pasapalabra                        | Nominada        |
| 2000     | Ana Rosa Quintana       | Sabor a ti                         | Guanyadora      |
| 2000     | Nuria Roca              | Waku Waku                          | Nominada        |
| 2000     | Paula Vázquez           | El juego del Euromillón            | Nominada        |
| 1999     | Ana Rosa Quintana       | Sabor a ti                         | Guanyadora      |
| 1999     | Àngels Barceló          | Informativos Telecinco             | Nominada        |
| 1999     | Paula Vázquez           | El juego del Euromillón            | Nominada        |
| 1998     | Ana Rosa Quintana       | Sabor a ti                         | Guanyadora      |
| 1998     | Ana García Lozano       | Ana                                | Nominada        |
| 1998     | Paula Vázquez           | El juego del Euromillón            | Nominada        |
| 1997     | Belinda Washington      | ¡Qué me dices!                     | Guanyadora      |
| 1997     | Ana García Lozano       | Ana                                | Nominada        |
| 1997     | Ana Rosa Quintana       | Extra Rosa                         | Nominada        |
| 1996     | Isabel Gemio            | Sorpresa ¡Sorpresa!                | Guanyadora      |
| 1996     | Ana García Lozano       | Ana                                | Nominada        |
| 1996     | Belinda Washington      | ¡Qué me dices!                     | Nominada        |
| 1995     | Marta Robles            | A toda página                      | Guanyadora      |
| 1995     | Nieves Herrero          | Cita con la vida                   | Nominada        |
| 1995     | Olga Viza               | Antena 3 Noticias                  | Nominada        |
| 1994     | Isabel Gemio            | Lo que necesitas es amor           | Guanyadora      |
| 1994     | Elena Ochoa             | Luz roja                           | Nominada        |
| 1994     | Elisenda Roca           | Cifras y letras                    | Nominada        |
| 1993     | Raffaella Carrà         | ¡Hola Raffaella!                   | Guanyadora      |
| 1993     | Belén Rueda             | A otra cosa                        | Nominada        |
| 1993     | Olga Viza               | Antena 3 Noticias                  | Nominada        |
| 1992     | Mercedes Milá           | Queremos saber                     | Guanyadora      |
| 1992     | Nieves Herrero          | De tú a tú                         | Nominada        |
| 1992     | Raffaella Carrà         | ¡Hola Raffaella!                   | Nominada        |
| 1991     | Nieves Herrero          | De tú a tú                         | Guanyadora      |
| 1991     | Julia Otero             | La Ronda                           | Nominada        |
| 1991     | Irma Soriano            | El Gordo                           | Nominada        |
| 1990     | Nieves Herrero          | De tú a tú                         | Guanyadora      |
| 1990     | María Teresa Campos     | A mi manera                        | Nominada        |
| 1990     | Miriam Díaz Aroca       | Cajón Desastre                     | Nominada        |
| 1989     | Nieves Herrero          | A mi manera                        | Guanyadora      |
| 1988     | Julia Otero             | 3x4                                | Guanyadora      |
| 1987     | Mayra Gómez Kemp        | Un, dos, tres...Responda otra vez  | Guanyadora      |
| 1987     | Victoria Prego          | Debate                             | 2a Classificada |
| 1987     | Rosa María Mateo Isasi  | Telediario                         | 3a Classificada |
| 1986     | Mercedes Milá           | De jueves a jueves                 | Guanyadora      |
| 1986     | Ángeles Caso            | Telediario                         | 2a Classificada |
| 1986     | Rosa María Mateo Isasi  | Telediario                         | 3a Classificada |
| 1985     | Mayra Gómez Kemp        | Un, dos, tres...Responda otra vez  | Guanyadora      |
| 1985     | Rosa María Mateo Isasi  | Telediario                         | 2a Classificada |
| 1985     | Mari Carmen García Vela | Informe Semanal                    | 3a Classificada |
| 1984     | Rosa María Sardà        | Ahí te quiero ver                  | Guanyadora      |
| 1984     | Mayra Gómez Kemp        | Un, dos, tres...Responda otra vez  | 2a Classificada |
| 1984     | Mari Carmen García Vela | Informe Semanal                    | 3a Classificada |
| 1983     | Mercedes Milá           | Buenas noches                      | Guanyadora      |
| 1983     | Mayra Gómez Kemp        | Un, dos, tres...Responda otra vez  | 2a Classificada |
| 1983     | Victoria Prego          | Espanyoles y El arte de vivir      | 3a Classificada |
| 1982     | Mayra Gómez Kemp        | Un, dos, tres...Responda otra vez  | Guanyadora      |
| 1982     | Rosa María Mateo Isasi  | Telediario                         | 2a Classificada |
| 1982     | Adela Cantalapiedra     | Un mundo para ellos                | 3a Classificada |
| 1981     | Victoria Prego          | Al cierre                          | Guanyadora      |
| 1981     | Carmen Maura            | Esta noche                         | 2a Classificada |
| 1981     | Rosa María Mateo Isasi  | Crónica 3                          | 3a Classificada |
| 1980     | Marisa Abad             | Cosas                              | Guanyadora      |
| 1980     | Mari Cruz Soriano       | Gente hoy                          | 2a Classificada |
| 1980     | Rosa María Mateo Isasi  | Informe Semanal                    | 3a Classificada |
| 1979     | Mari Cruz Soriano       | Gente hoy                          | Guanyadora      |
| 1979     | Marisa Abad             | 300 Millones                       | 2a Classificada |
| 1979     | Silvia Tortosa          | Aplauso                            | 3a Classificada |
| 1978     | Mayra Gómez Kemp        | 625 líneas                         | Guanyadora      |
| 1978     | Mari Cruz Soriano       | Gente hoy                          | 2a Classificada |
| 1978     | Isabel Tenaille         | 24 imágenes por segundo            | 3a Classificada |
| 1977     | Isabel Tenaille         | 24 imágenes por segundo            | Guanyadora      |
| 1977     | Mari Cruz Soriano       | Gente hoy                          | 2a Classificada |
| 1977     | Rosa María Mateo Isasi  | Informe Semanal                    | 3a Classificada |
| 1976     | Isabel Tenaille         | Gente hoy                          | Guanyadora      |
| 1976     | Rosa María Mateo Isasi  | Informe semanal                    | 2a Classificada |
| 1976     | María Luisa Seco        | Un globo, dos globos, tres globos  | 3a Classificada |
| 1975     | María Luisa Seco        | Un globo, dos globos, tres globos  | Guanyadora      |
| 1975     | Rosa María Mateo Isasi  | Informe semanal                    | 2a Classificada |
| 1975     | Clara Isabel Francia    | Telediario                         | 3a Classificada |
| 1974     | Mónica Randall          | Mónica a medianoche                | Guanyadora      |
| 1974     | María Luisa Seco        | Un globo, dos globos, tres globos  | 2a Classificada |
| 1974     | Fiorella Faltoyano      | Senyoras y senyores                | 3a Classificada |
| 1973     | María Luisa Seco        | Con vosotros                       | Guanyadora      |
| 1973     | Clara Isabel Francia    | Tarde para todos                   | 2a Classificada |
| 1973     | Marisol González        | Tarde para todos                   | 3a Classificada |
| 1972     | Rosa María Mateo Isasi  | Buenas tardes                      | Guanyadora      |
| 1972     | María Luisa Seco        | Con vosotros                       | 2a Classificada |
| 1972     | Clara Isabel Francia    | Siempre en domingo                 | 3a Classificada |

* Presentador/a de Varietats i Espectacle 
** Presentador/a de Informatius
*** Presentador/a de Programes d'Entreteniment 
**** Presentador/a de Magazines

## Estadístiques

### Més vegades premiada
- 8 Premis: Ana Rosa Quintana.
- 4 Premis: Mayra Gómez Kemp.
- 3 Premis: Mercedes Milá, Nieves Herrero.
- 2 Premis: Emma García, Isabel Gemio, Isabel Tenaille, María Luisa Seco.

### Més vegades nominada
- 12 Nominacions: Ana Rosa Quintana.
- 10 Nominacions: Rosa María Mateo.
- 6 Nominacions: Mayra Gómez Kemp.
- 5 Nominacions: Nieves Herrero.
- 4 Nominacions: Ana Blanco, Mari Cruz Soriano, María Luisa Seco, Mercedes Milá.
- 3 Nominacions: Ana García Lozano, Àngels Barceló, Clara Isabel Francia, Isabel Tenaille, Julia Otero, María Teresa Campos, Patricia Conde, Paula Vázquez, Silvia Jato, Victoria Prego.
- 2 Nominacions: Belinda Washington, Emma García, Eva Hache, Isabel Gemio, Mamen Mendizábal, Mari Carmen García Vela, Marisa Abad, Olga Viza, Raffaella Carrà, Susanna Griso.